# Jan den Hoed
Jan den Hoed (Dordrecht, 4 juli 1932 – Rotterdam, 9 oktober 1980) was een Nederlands politicus van de PvdA.
Hij groeide op in Zwijndrecht en ging in 1963 naar Tiel om te werken als streekarchivaris. In 1966 kwam hij in de gemeenteraad van Tiel en vier jaar later werd hij daar wethouder. In november 1977 werd Den Hoed benoemd tot burgemeester van Nieuw-Lekkerland. In september 1980 werd hij opgenomen in het Rotterdamse Dijkzigt Ziekenhuis en enkele weken later overleed hij daar op 48-jarige leeftijd.